# Laxá í Kjós
Die Laxá í Kjós ist ein Fluss im Westen von Island.
Er ist der Abfluss aus dem Stíflisdalsvatn, stürzt über den Þórufoss und den Pokafoss und mündet nach 25 km in die Bucht Laxárvogur des Hvalfjörður. Der Name Laxá deutet auf Lachse hin. Schon 1884 hatte man hier zum ersten Mal in Island versucht Lachse zu erbrüten.

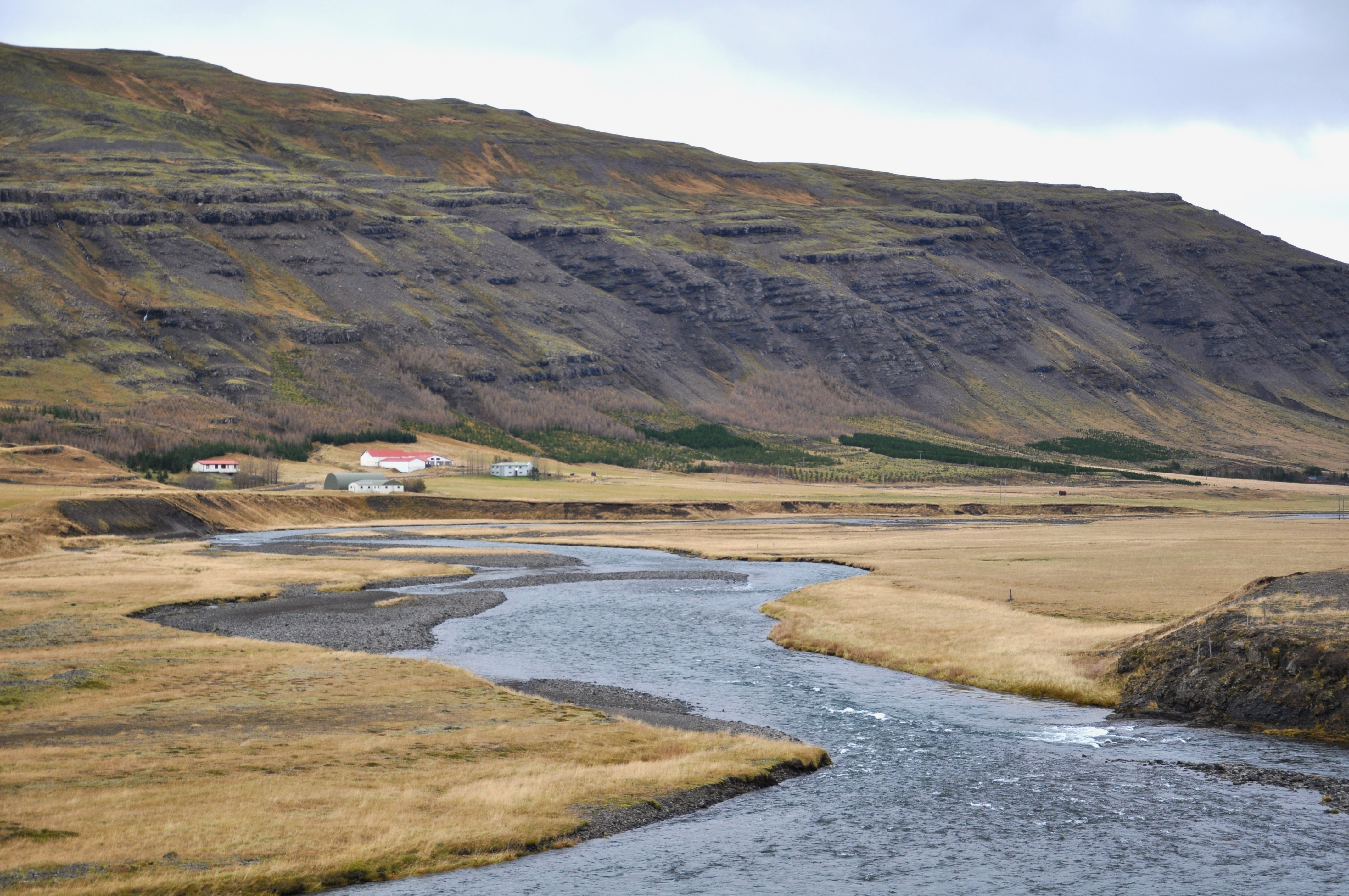
Möðruvellir-Hof am Laxá
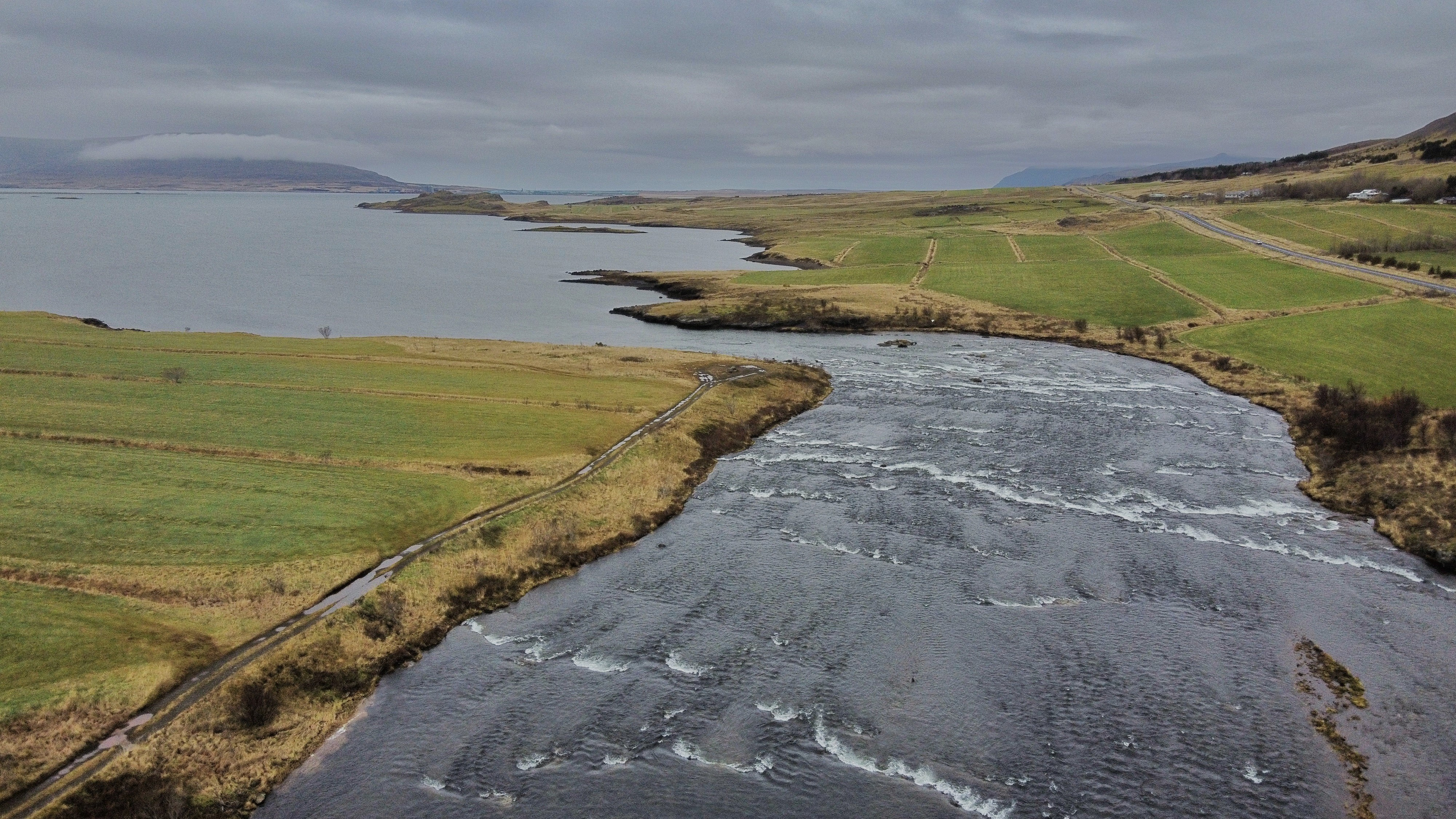
Mündung des Laxá in den Hvalfjörður